# Lates macrophthalmus
Lates macrophthalmus é uma espécie de peixe da família Latidae.
Pode ser encontrada nos seguintes países: República Democrática do Congo e Uganda.
Os seus habitats naturais são: lagos de água doce.